# Cannone da 75/27 Modello 1906

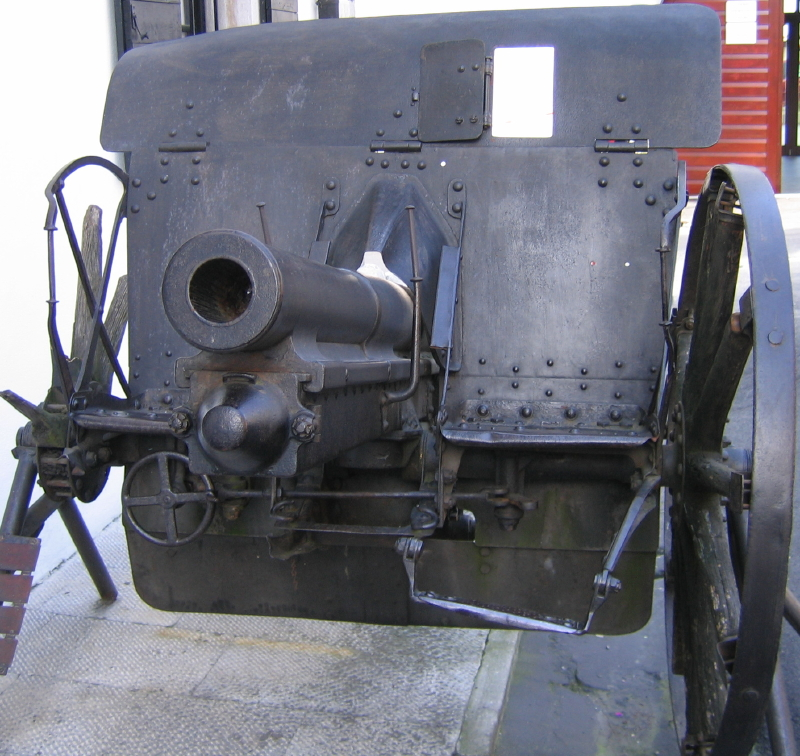
A Cannone da 75/27 Modello 1906 elölnézete

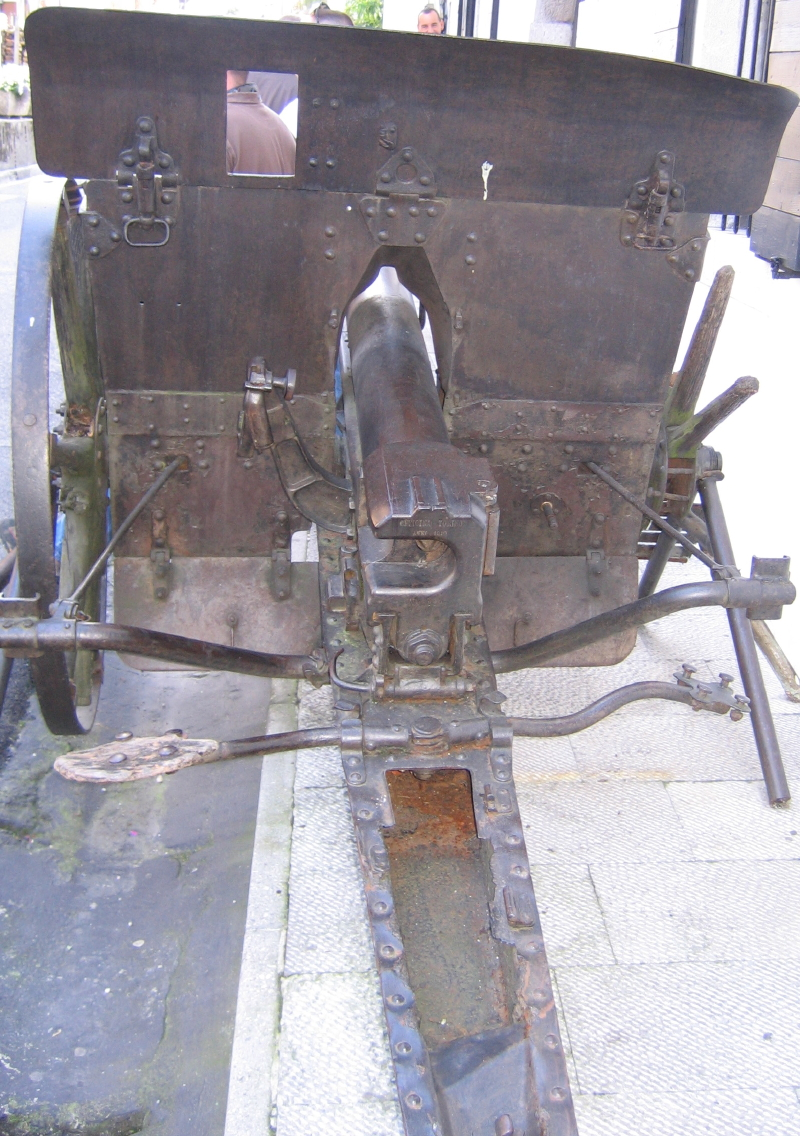
A Cannone da 75/27 Modello 1906 hátulnézete

A Cannone da 75/27 Modello 1906 egy tábori löveg volt, melyet az Olasz Királyság használt az első és a második világháború alatt. Az ágyú a Krupp által tervezett Kanone M 1906 löveg licenc által gyártott változata. Lövegpajzzsa mögött két főnyi kezelőszemélyzet számára üléseket rögzítettek a lövegtalpra, amely megszokott volt abban az időben. A második világháború folyamán a Wehrmacht által zsákmányolt példányokat 7,5 cm Feldkanone 237(i) jelöléssel látták el. A fegyvernek erődítményekbe építhető változatai is készültek. Ezek eltérő lövegtalppal készültek, melyek a statikus használathoz feleltek meg.
Tervezete hagyományosnak mondható hidrorugós rekuperátorral, 4 mm vastag lövegpajzzsal és 1 tonnás súllyal. 6,4 kilogrammos nagy robbanóerejű lövedékét nagyjából 6,8 kilométerre volt képes kilőni. Srapnel lövedékének súlya 6,5 kilogramm volt.
Több löveget is modernizáltak a gépesített vontatáshoz préselt acélkerekekkel és gumiabronccsal. Ezek súlya 65 kilogrammal többet nyomott az eredeti faküllős változatokénál.
A Cannone de 75/27 Modello 1912 a Mod. 06 módosított változata volt nagyobb magassági irányzással (mínusz 12° plusz 18° 30') és könnyebb össztömeggel (mindössze 900 kilogramm). A rendelkezésre álló adatok szerint csak kis számban készült a típus. A németek által zsákmányolt lövegek jelölése a 7,5 cm Feldkanone 245(i) volt.
A lent felsorolt források szerint a lövegek lőtávolsága 10 000 méter fölött volt, azonban ez valószínűtlennek tűnik a korlátozott magassági irányzás miatt.

## Fordítás
- Ez a szócikk részben vagy egészben  a   Cannone da 75/27 modello 06 című angol Wikipédia-szócikk ezen változatának fordításán alapul.  Az eredeti cikk szerkesztőit annak laptörténete sorolja fel. Ez a jelzés csupán a megfogalmazás eredetét és a szerzői jogokat jelzi, nem szolgál a cikkben szereplő információk forrásmegjelöléseként.